# 东京审判 (2006年电影)
《东京审判》(THE TOKYO TRIAL )是一部2006年9月1日公映的中国电影。

## 简介
内容取材于二战后1946年在东京的远东国际军事法庭对日本28名战犯的艰难审判过程，表现了中华民国检察官展开的一场场思辨缜密的法庭论战。该片由上海电影集团拍摄。电影雇用了来自11个国家的演员。
日本片商和影迷对电影《东京审判》不但不排斥，反而充满期待，这是与21世纪以来日本社会对于一系列历史问题、特别是东京审判的复杂心态有关。
2006年8月16日在上海13家影院进行了连续12小时的连环点映活动，于9月1日首映，並在2007年1月25日於香港上映。

## 主要演员
- 朱孝天 饰 肖南
- 林熙蕾 饰 和田芳子
- 英达 饰 倪征𣋉
- 刘松仁 饰 梅汝璈
- 曾江 饰 向哲濬
- 曾志伟 饰 和田正夫
- 曾江均
- 白雪云 饰 和田缨子
- 谢君豪 饰 北野雄一
- 莫歧 饰 大川周明
- 刘威葳 饰 日本丧夫妇人
- 约翰·亨利·考克斯（英语：John Henry Cox） 饰 季南
- 丹尼爾·亞伯特·基特斯基 饰 韦伯
- 小池辛次 饰 广濑一郎
- 星野晃 饰 东条英机
- 小池榮 饰 土肥原贤二
- 名取辛政 饰 松井石根
- 平松慎吾（日语：平松慎吾） 饰 板垣征四郎
- 大島宇三郎（日语：大島宇三郎） 饰 田中隆吉
- 李育生 飾 溥儀[註 1]